# Claude Chabrol
Claude Chabrol (París, 24 de juny de 1930 - ibídem, 12 de setembre de 2010) fou un director de cinema francès enclavat dins del moviment de la nouvelle vague.

## Biografia
El seu primer acostament al món del cinema va ser per la revista Cahiers du cinéma, en què va participar com a col·laborador i crític, igual com feren els seus col·legues contemporanis Jean-Luc Godard, François Truffaut, Éric Rohmer o Jacques Rivette. En aquesta època, publicà una important obra sobre cinema d'Alfred Hitchcock, en col·laboració amb Eric Rohmer. Després d'una herència, veié la possibilitat de produir pel·lícules, algunes de seves i d'altres dels seus amics i companys de redacció en la revista.
Les seves primeres pel·lícules, Le Beau Serge i Les Cousins, són el que es pot considerar l'inici del moviment de la nouvelle vague. La seva següent pel·lícula, À double tour, l'inicià en el cinema policíac. A aquesta seguiran una sèrie de pel·lícules en les quals Chabrol esmicola el món de la petita burgesia francesa. Després dirigirà una versió d'Ophélia, basada en l'obra de William Shakespeare i una versió de la vida del famós assassí de dones Landru, que ja havia tractat el mateix Charles Chaplin en Monsieur Verdoux. No obstant això, aquestes pel·lícules no van tenir gaire èxit de públic, raó per la qual Chabrol passà a fer un cinema bastant més comercial en què, malgrat tot, aconseguí algunes obres de mèrit, sempre amb el seu particular sentit de l'humor.
Després d'aquest període, tornà a centrar-se en pel·lícules de mèrit, com Les Biches, en què abordà de manera bastant crua l'amor entre dues dones, i d'altres com Que la bête meure, Le Boucher, Màscares, Juste avant la nuit, Les Noces rouges o Les Innocents aux mains sales.

## Filmografia
- Le Beau Serge (1958) (Premi Jean Vigo)
- Les Cousins (1959)
- Doble vida (À double tour) (1959)
- Les Bonnes femmes (1960)
- Les Godelureaux (1961)
- Les Sept Péchés capitaux (curt) (1962)
- L'Œil du Malin (1962)
- Ophélia (1963)
- Landru (1963)
- Les Plus Belles Escroqueries du monde (curt) (1964)
- Le Tigre aime la chair fraiche (1964)
- La Muette (curt) (1965)
- Marie-Chantal contre le docteur Kha (1965)
- Le Tigre se parfume à la dynamite (1965)
- La Ligne de démarcation (1966)
- Le Scandale (1967)
- La Route de Corinthe (1967)
- Les Biches (1968)
- La Femme infidèle (1969)
- Que la bête meure (1969)
- Le Boucher (1970)
- La Rupture (1970)
- Juste avant la nuit (1971)
- La Décade prodigieuse (1971) (basada en Ten Days Wonder d'Ellery Queen)
- Dr. Popaul (1972)
- Les Noces rouges (1973)
- Nada (1974)
- Une Partie de plaisir (1975)
- Les Innocents aux mains sales (1975)
- La profecia d'un crim (Les Magiciens) (1976)
- Folies bourgeoises (1976)
- Alice ou la dernière fugue (1977)
- Llaços de sang (Les Liens de sang) (1978)
- Violette Nozière (1978)
- El cavall de l'orgull (Le Cheval d'orgueil) (1980)
- Les Fantômes du chapelier (1982)
- La sang dels altres (Le sang des autres) (1984)
- Poulet au vinaigre (1985)
- L'inspector Lavardin (Inspecteur Lavardin) (1986)
- Màscares (Masques) (1987)
- Le Cri du hibou (1988, a partir d'una novel·la de Patricia Highsmith)
- Une affaire de femmes (1989)
- Dies tranquils a Clichy (Jours tranquilles à Clichy) (1990)
- Dr. M (1990)
- Madame Bovary (1991)
- Betty (1992)
- L'Œil de Vichy (1993)
- L'Enfer (1994)
- La Cérémonie (1995)
- Rien ne va plus (1997)
- Au cœur du mensonge (1999)
- Merci pour le chocolat (2000), premi Louis-Delluc
- La flor del mal (La Fleur du mal) (2002)
- La Demoiselle d'honneur (2004)
- La comèdia del poder (L'Ivresse du pouvoir) (2006)
- La noia tallada en dues (La Fille coupée en deux) (2007)
- Bellamy (2009)

## Treballs per televisió
- Au siècle de Maupassant: Contes et nouvelles du XIXème siècle (2010)- 2 episodis
- Chez Maupassant (2007)- 2 episodis
- Les redoutables (2001)- 1 episodi
- Cyprien Katsaris (1996)
- Les Dossiers secrets de l'inspecteur Lavardin (1988)- 2 episodis
- Les Affinités électives (1982)
- M. le maudit (1982)
- La danse de mort (1982)
- Le système du docteur Goudron et du professeur Plume (1981)
- Fantômas (1980)- 2 episodis
- Il était un musicien (1978)- 3 episodis
- Madame le juge (1978)- 1 episodi
- Histoires insolites (1974)- 5 episodis
- Nouvelles de Henry James (1974)- 2 episodis

## Aparicions com a actor
- 2010: Serge Gainsbourg, vie héroïque de Joann Sfar
- 1986: Je hais les acteurs de Gérard Krawczyk
- 1987: L'été en pente douce de Gérard Krawczyk
- 1976: La Bonne Nouvelle d'Andre Weinfeld
- 1972: The Other Side of the Wind d'Orson Welles
- 1960: Les Jeux de l'amour